# Magnús Tumi Guðmundsson
Magnús Tumi Guðmundsson (* 8. Mai 1961 in Reykjavík) ist ein isländischer Geophysiker und Professor an der Universität Háskóli Íslands in Reykjavík. Er wurde 2019 in die Academia Europaea gewählt.

## Schule und Ausbildung
Magnús Tumi Guðmundsson schloss seine Schulausbildung 1981 mit der Abiturprüfung an der Menntaskóli við Sund in Reykjavík ab. Anschließend studierte er an der Universität Islands Geophysik und beendete das Studium mit Abschlussprüfung für den Bachelor of Science (B.S.) an der Háskóli Íslands 1986. Danach setzte er sein Studium der Geophysik bis 1990 am University College London fort. Dem folgte die Promotion 1992, bei der er sich mit dem isländischen Vulkan Grímsvötn auseinandersetzte.

## Arbeitsgebiete
Von 1980 bis 1984 arbeitete Magnús Tumi Guðmundsson bei der staatlichen Einrichtung Orkustofnun. Von 1982 bis 1983 war er als Mathematiklehrer in Teilzeitarbeit an der Menntaskólinn við Sund tätig. Von 1985 bis 1986 arbeitete er mit der Untersuchung von Gletschern für die naturwissenschaftliche Abteilung der Háskóli Íslands (Raunvísindastofnun). Von 1988 bis 1989 war er Teilzeitlehrer am University College in London und arbeitete gleichzeitig für Orkustofnun mit Messungen wegen Baumaßnahmen.
Seit 1995 ist er Dozent an der Háskóli Íslands, seit 2002 hat er dort einen Lehrstuhl für Geophysik inne.
Sein wissenschaftlicher Schwerpunkt liegt in der Untersuchung vergletscherter Vulkane.

## Veröffentlichungen
Neben einer großen Anzahl wissenschaftlicher Ergebnisse veröffentlichte er 1982 das Buch Fjallamennska (über das Bergsteigen) gemeinsam mit Ari Trausti Guðmundsson. Außerdem schrieb er Texte für Bildbände, darunter
- Haukur Snorrason und Magnús Tumi Guðmundsson: Land des Lichtes. Reykjavík 1999.
- Haukur Snorrason, Snorri Snorrason and Magnús Tumi Guðmundsson: Land of contrasts. Reykjavík 2003.
- Haukur Snorrason, Magnús Tumi Guðmundsson and Ómar Ragnarsson: Experience Iceland. Reykjavík 2005.

## Familie
Sein Bruder Már Guðmundsson ist seit 2009 Leiter der Isländischen Zentralbank (Seðlabankastjóri) und folgte in diesem Amt Davíð Oddsson und dem Norweger Svein Harald Øygard nach.